# Parmaturus macmillani
Parmaturus macmillani — малоизученный и редкий вид рода кошачьих акул-парматурусов (Parmaturus) семейства кошачьих акул (Scyliorhinidae). Описан по пяти известным экземплярам.

## Таксономия
Вид впервые описан в 1985 году в новозеландском зоологическом журнале. Голотип представляет собой самку длиной 44,8 см, пойманную у берегов Новой Зеландии в 1981 году на глубине 985—1003 м.

## Ареал и среда обитания
Этот вид обитает в западной части Индийского океана и в юго-западной части Тихого океана у берегов Мозамбика и Новой Зеландии в средней части материкового склона на глубине 670—1500 м.

## Взаимодействие с человеком
Опасности для человека не представляет. Коммерческой ценности не имеет. Для определения статуса сохранности вида недостаточно данных.